# Bernard Griffin
Bernard William Griffin (ur. 21 lutego 1899 w Birmingham, zm. 20 sierpnia 1956 w New Polzeath) – angielski duchowny katolicki, arcybiskup Westminster i prymas Anglii i Walii.

## Życiorys
Urodził się w rodzinie Williama I Helen. Jego ojciec był cieślą. Miał brata bliźniaka Basila. Już od najmłodszych lat chciał zostać księdzem. W czasie I wojny światowej obaj bracia służyli w armii. W tym czasie doznał ataku serca, lecz ukrył to wraz z lekarzami w obawie, że mogłoby to utrudnić jego przyjęcie do kapłaństwa. Po ukończeniu seminarium w rodzinnym mieście 1 listopada 1924 roku przyjął święcenia kapłańskie. Skierowany został na dalsze studia do Rzymu, które ukończył w 1927. W latach 1927–1937 był sekretarzem arcybiskupa Birmingham i jednocześnie kanclerzem Kurii.
26 maja 1938 otrzymał nominację na biskupa pomocniczego Birmingham ze stolicą tytularną Appia. Sakry udzielił mu 30 czerwca arcybiskup Birmingham Thomas Williams. 18 grudnia 1943 awansował na urząd prymasa Anglii i Walii, czyli arcybiskupa Westminster po zmarłym kardynale Hinsley'u. Na konsystorzu w 1946 otrzymał kapelusz kardynalski z tytułem prezbitera Santi Andrea e Gregorio al Monte Celio. W wieku 47 lat był wówczas najmłodszym członkiem kolegium. Jako legat papieski przewodził uroczystościom stulecia ustanowienia hierarchii katolickiej w Anglii w 1950 roku. Po wojnie podjął żywe zainteresowanie w odbudowie zniszczonej Wielkiej Brytanii, szczególnie w kwestii szkół katolickich. W sprawach społecznych był postrzegany jako liberał.
Zmarł nagle na atak serca w wieku 57 lat. Pochowany został w katedrze westminsterskiej.